# Ровира, Дани
Даниэ́ль Рови́ра де Ри́вас (исп. Daniel Rovira de Rivas; род. 1 ноября 1980, Малага) — испанский комик и актёр.
Ровира окончил факультет спортивных наук Гранадского университета. Получил известность, выступая в жанре стендап в испанском аналоге Comedy Club, а позднее в программе четвёртого канала испанского телевидения Estas no son las noticias («Это — не новости»). В настоящее время выступает в театральной постановке ¿Quieres salir conmigo? («Хочешь со мной встречаться?»), премьера которой состоялась в январе 2010 года в барселонском зале «Мунтанер». В 2013 году снялся в комедии «Восемь баскских фамилий» режиссёра Эмилио Мартинеса-Ласаро, где его партнёрами по съёмочной площадке стали Клара Лаго, Карра Элехальде и Кармен Мачи. В 2014 году дебютировал в качестве телевизионного актёра на канале Telecinco.
В феврале 2015 года проводил церемонию вручения премии «Гойя», где также получил премию за лучший мужской актёрский дебют. В 2016 году вновь стал ведущим церемонии вручения премии «Гойя».
25 марта 2020 года Дани Ровира объявил о том, что лечится от лимфомы Ходжкина, а 15 августа 2020 года сообщил, что излечился от рака.